# 폴 뉴먼
폴 레너드 뉴먼(영어: Paul Leonard Newman, 1925년 1월 26일 ~ 2008년 9월 26일)은 미국의 배우, 영화 감독, 기업가, 인도주의자, 카레이서이다. 아카데미상, 골든 글러브, 영화배우조합상, 칸느상, 에미상을 포함한 여러 상을 수상하였다. 자동차 경주에 참가하여 여러 차례 우승하기도 했다. Newman's Own이라는 비영리 식품 회사를 공동 설립하여 모든 이익금과 로열티를 자선 사업에 기부하기도 했다. 창립 이후 2억 달러 이상을 어린이나 빈민 등을 위한 사회사업에 지출함으로써, 헐리우드 배우 중 가장 많은 기부를 하였고, 폴뉴먼의 자선단체는 아직까지 기부금을 받아서 어린이들을 위한 교육과 빈민구제 활동 등에 사용하고 있다.
2008년 9월 26일, 83세의 나이에 폐암으로 사망하였다.

## 어린 시절
폴 뉴먼은 테레사 가스의 두 번째 아들로 오하이오주 셰이커 하이츠에서 태어났다.
뉴먼의 아버지인 아서 지그문트 뉴먼은 유대인이었고 스포츠 용품점을 운영했다. 뉴먼의 어머니는 오스트리아-헝가리 제국에 속한 슬로바키아의 로마 가톨릭 가정에서 태어났다. 뉴먼은 성인이 되기까지 종교가 없었지만 자신을 유대인이라고 말하면서 "그것은 더 도전에 가깝다"고 말했다. 뉴먼의 어머니는 남편의 가게에서 일을 하면서 뉴먼과 그의 형인 아서(Arthur)를 키우고 나중에는 프로듀서이자 생산 관리 책임자가 되었다.
뉴먼은 젊은 시절 연극에 관심을 보였다. 그의 첫 번째 역할은 7세 때 로빈 후드의 학교 프로덕션에서 연기한 법원 광대였다. 10살이 된 뉴먼은 Saint George와 Dragon의 작품으로 Cleveland Play House에서 공연했으며, 커튼 풀러 어린이 극장 프로그램의 주목할만한 배우이자 졸업생이었다. 1943년 셰이커 하이츠 고등학교를 졸업한 후 오하이오주 아테네에 있는 오하이오 대학교에서 피카 파 타우 형제회에 입학했다.
뉴먼은 2차 세계 대전 당시 태평양에서 미국 해군으로 복무했다. 처음에 그는 예일 대학교에서 Navy V-12 시범 훈련 프로그램에 등록했지만 색맹이 발견되면서 중단하였다.
부트 캠프에 이어 라디오맨과 후방 사수로 훈련했다. 1944년 어뢰 폭격기의 자격을 갖춘 Aviation Radioman Third Class를 이수한 뉴먼은 하와이의 Barbers Point로 보내졌고 그후 태평양 기반 대체 어뢰 편대 VT-98, VT-99 및 VT-100에 배정되었으며, 주로 대체 전투 조종사와 항공 승무원 훈련을 담당하였으며, 항공 모함 착륙에 중점을두고 임무를 수행했다. 그는 나중에 어벤저 어뢰 폭격기에서 포탑 사수로도 복무했다. 1945년 봄 오키나와 전투 직전에 그의 부대는 다른 항공기와 함께 항공 모함 벙커 힐에 배치되었다. 그가 탑승했던 비행기의 조종사는 귀가 감염되어 비행기를 지상에 착륙시켰고 그외에 나머지 대대는 그대로 벙커 힐로 날아갔다. 며칠 후, 선박에 대한 가미카제 공격으로 다른 부대원을 포함하여 많은 부대원들은 그대로 사망했다.
전쟁이 끝난 후, 뉴먼은 1949년 오하이오주 ambi 비어에 있는 Kenyon College에서 연극 및 경제학 학사 학위를 취득했다. 학위를 취득한 직후, 그는 여러 주식회사 특히 위스콘신과 일리노이의 우드 스탁에 합류했다. 그는 3개월 동안 그들과 함께 여행했고 Woodstock Players의 일환으로 재능을 발전시켰다. 그는 나중에 Yale School of Drama에 1년 동안 다니고 뉴욕으로 이주하여 Actors Studio의 Lee Strasberg에서 공부했다. 오스카 레반트는 말하기를 뉴먼은 처음에는 할리우드로 가기 위해 뉴욕을 떠나는 것을 주저했다고 전해진다.

## 출연작
56년간 약 60여 편의 영화와 드라마에 출연하였다.
- 《실버 챌리스》(The Silver Chalice, 1954년) - 첫 출연작
- 《상처뿐인 영광》(Somebody Up There Likes Me, 1956년)
- 《뜨거운 양철 지붕 위의 고양이》(Cat on a Hot Tin Roof, 1958년)
- 《영광의 탈출》(The Exodus, 1960년)
- 《내일을 향해 쏴라》(Butch Cassidy and the Sundance Kid, 1969년)
- 《스팅》(The Sting, 1973년)
- 《맥킨토시의 사나이》 (The Mackintosh Man, 1973년)
- 《타워링》(The Towering Inferno, 1974년)
- 《심판》(The Verdict, 1982년)
- 《컬러 오브 머니》(The Color of Money, 1986년)
- 《허드서커 대리인》(The Hudsucker Proxy, 1994년)
- 《노스바스의 추억》(Nobody's Fool, 1994년)
- 《병 속에 든 편지》(Message in a Bottle), 1999년)
- 《웨어 더 머니 이즈》(Where the Money Is, 2000년)
- 《카》(Car, 2006년)(유작)
- 《폴 뉴먼의 평결》
- 《찢어진 커튼》

## 수상 경력
- 1956년 작가영화협회상 남우주연상
- 1957년 제14회 골든글로브시상식 신인남우상
- 1958년 제11회 칸 영화제 남우주연상
- 1961년 로렐어워즈 드라마틱한 남자배우상
- 1961년 마델플레타필름페스티벌 남우주연상
- 1962년 시네마작가협회상 외국남자배우상
- 1962년 제15회 영국아카데미시상식 남우주연상
- 1963년 로렐어워즈 드라마틱한 남자배우상
- 1964년 제21회 골든글로브시상식 남자인기상
- 1966년 제23회 골든글로브시상식 남자인기상
- 1968년 헤이스티 푸딩 씨어트리컬 올해의 남성상
- 1968년 로렐어워즈 올해의 남자배우상
- 1968년 포토플레이어워즈 가장인기있는 남자배우상
- 1968년 제33회 뉴욕비평가협회상 감독상
- 1969년 제26회 골든글로브시상식 감독상
- 1969년 퍼블릭시스트 길드 오브 아메리카 어워즈 쇼맨쉽상
- 1970년 로렐어워즈 올해의 남자배우상
- 1975년 제4회 링컨센터 갈라 트리뷰트상
- 1983년 다비드 디 도나텔로 비평가협회상 외국남자배우상
- 1984년 제41회 골든글로브시상식 평생공로상
- 1986년 골든애플어워즈 올해의 남성상
- 1986년 제58회 아카데미시상식 공로상
- 1986년 미국배우조합상 평생공로상
- 1986년 유타비평가협회상 남우주연상
- 1987년 제58회 미국비평가협회상 남우주연상
- 1987년 제59회 아카데미시상식 남우주연상
- 1992년 제15회 미국케네디센터상
- 1994년 제66회 아카데미시상식 진 허숄트 박애상
- 1994년 제59회 뉴욕비평가협회상 남우주연상
- 1994년 제29회 전미비평가협회상 남우주연상
- 1995년 제45회 베를린국제영화제 은곰부문 남자연기자상
- 1999년 온라인영화&텔레비전협회상 특별공로상
- 2002년 포닉스비평가협회상 남우조연상
- 2005년 골드더비어워즈 TV영화/미니시리즈부문 남우조연상
- 2005년 제57회 에미상 TV영화/미니시리즈부문 남우조연상
- 2005년 온라인영화&텔레비전협회상 TV미니시리즈부문 남우조연상
- 2006년 제63회 골든글로브시상식 TV부문 남우조연상
- 2006년 제12회 미국배우조합상 TV영화/미니시리즈부문 남자연기상
- 2007년 골드더비어워즈 평생공로상